# Roma in Slowakije

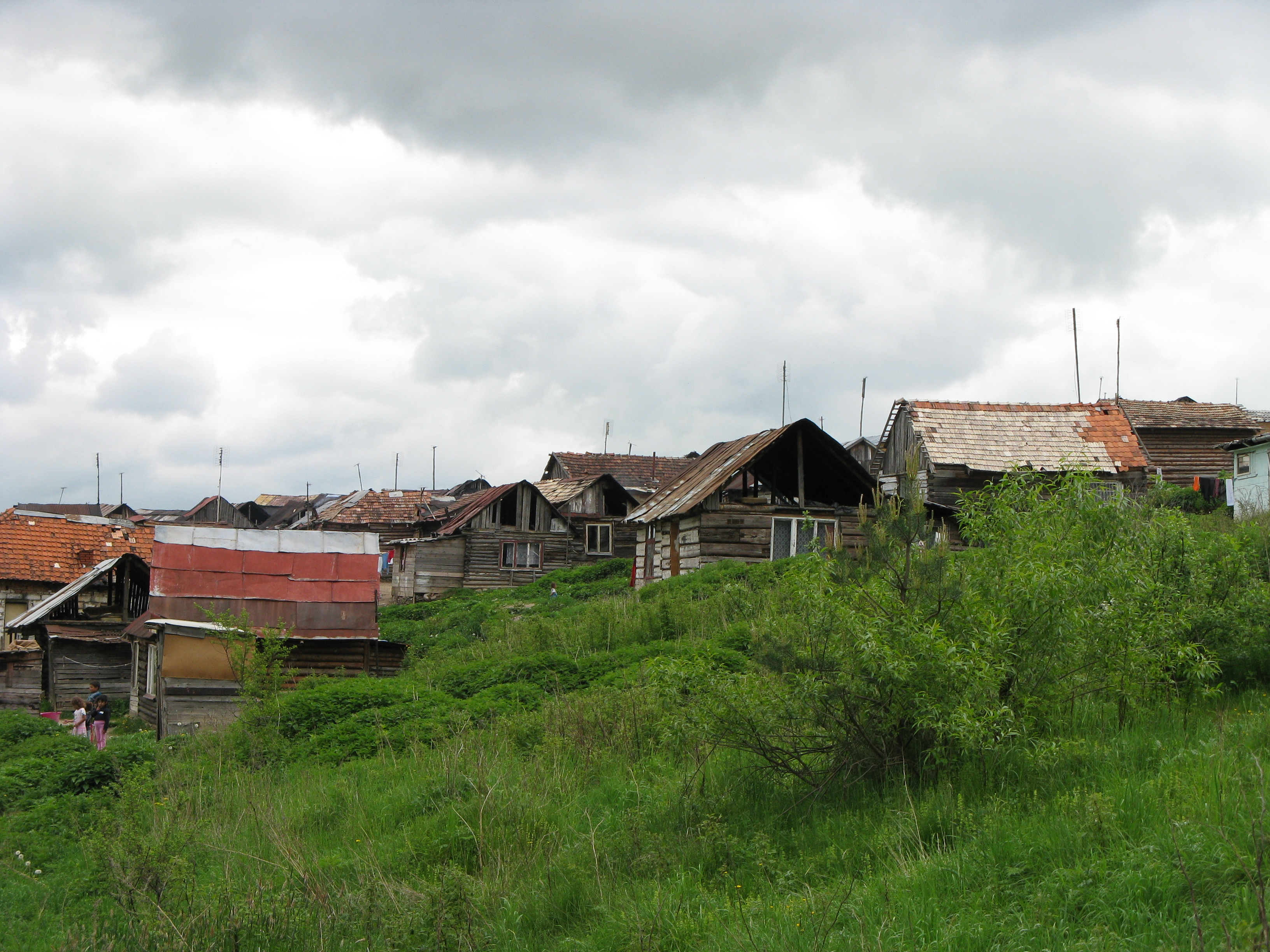
Een Roma-nederzetting in de buurt van Letanovce (okres Spišská Nová Ves, Košice).

Met de Roma in Slowakije (Slowaaks: Rómovia na Slovensku) worden in Slowakije wonende etnische Roma of Slowaken van Romani afkomst aangeduid. Volgens Slowaakse resultaten van de volkstelling uit 2021 woonden er in 2021 bijna 156.185 Roma in het land, oftewel zo’n 3,1% van de totale bevolking, waarvan 67.179 als eerste etniciteit en 88.895 als tweede etniciteit. Hiermee vormen de Roma de derde bevolkingsgroep in het land. Volgens schattingen wonen er echter minimaal 458.000 tot 560.000 Roma in Slowakije (oftewel 10% van de bevolking). De Raad van Europa schatte het aantal Roma op ongeveer 490.000 personen (c. 9,2% van de bevolking), variërend van minimaal 380.000 tot maximaal 600.000 personen.
In Slowakije worden de Roma meestal Cigáni genoemd, een exoniem dat voor sommige Roma als pejoratief geldt. Het endoniem voor Roma is Rómovia.

## Geschiedenis
De eerste waarnemingen van de Roma binnen de grenzen van het huidige Slowakije dateren uit 1322 na Christus, toen het gebied deel uitmaakte van het Koninkrijk Hongarije. Vanaf 1417 kwamen grote aantallen nomadische Roma het gebied binnen. In 1423 ontvingen de Roma een decreet van de Hongaarse keizer Sigismund, waarin het vestigingsrecht op het grondgebied werd verleend. De Roma waren nuttige metaalbewerkers voor de koninklijke legers die tegen het Ottomaanse Rijk vochten.
In de tweede helft van de 18e eeuw vaardigden de Habsburgse autoriteiten, onder wie Keizer Jozef II, een reeks van hervormingen uit, waarbij gepoogd werd om de Roma te assimileren tot 'goede en gehoorzame onderdanen', onder andere door hun nomadische levensstijl en traditionele klederdracht te verbieden. Deze hervormingen slaagden echter niet door verzet van de lokale bevolking.
In de Tweede Wereldoorlog werden duizenden Slowaakse Roma vervolgd en vermoord (de Porajmos).
In de Tsjecho-Slowaakse periode emigreerden veel Roma uit plattelandsgebieden in het oosten van Slowakije naar de geïndustrialiseerde steden in Tsjechië: de Slowaakse Roma vormen tegenwoordig het grootste deel van de naoorlogse Roma-gemeenschap in Tsjechië. Na toetreding van Slowakije tot de Europese Unie in 2004 emigreerden veel Roma naar West-Europese landen, zoals het Verenigd Koninkrijk en België.

## Demografie

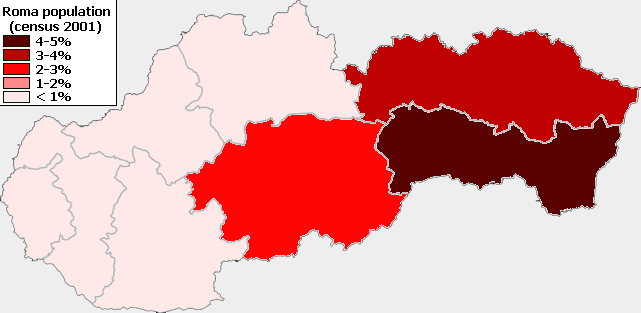
Verspreiding van de Slowaakse Roma in 2001

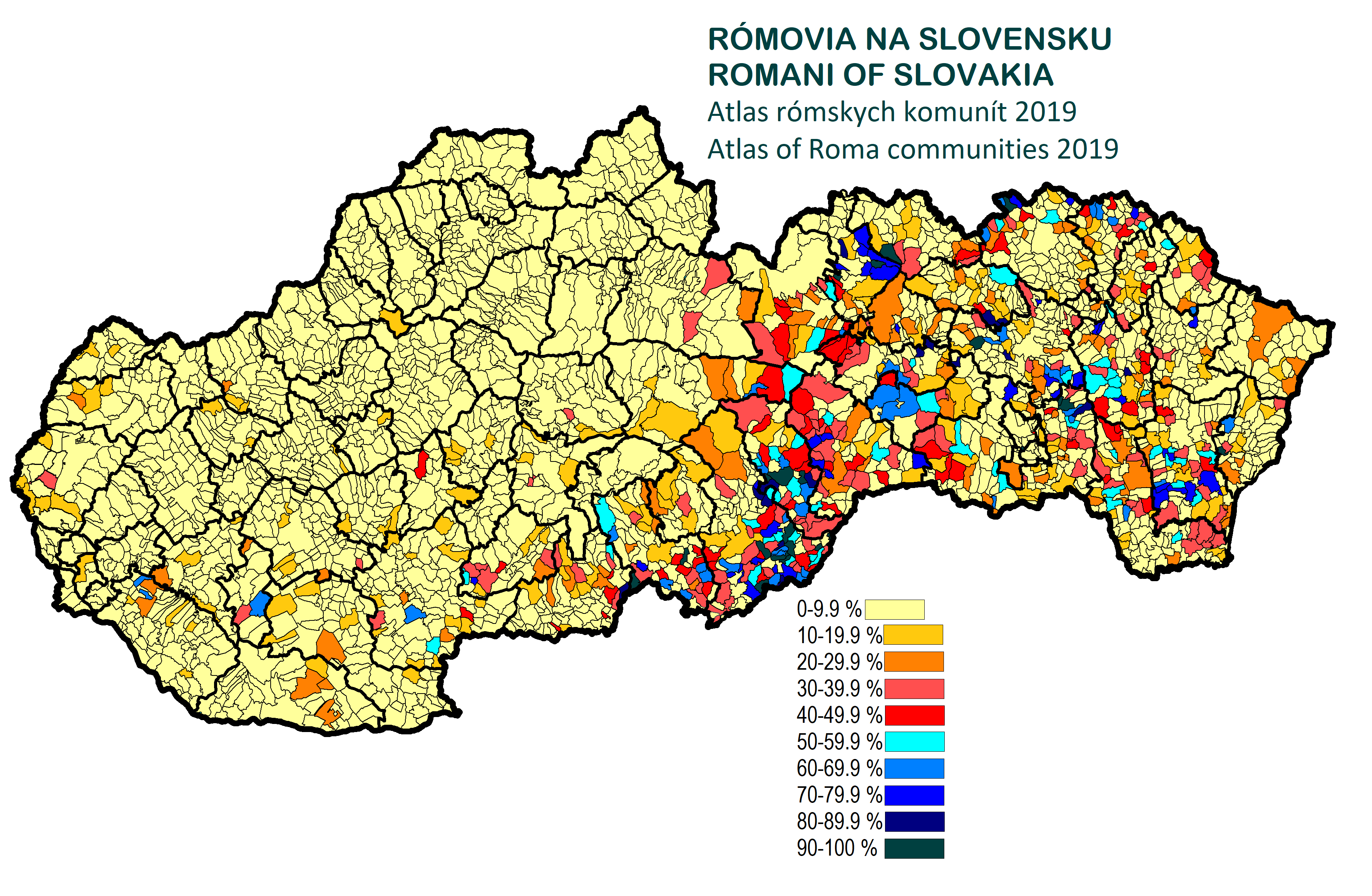
Percentage van de Roma per gemeente in Slowakije (schatting 2019)

De Roma worden sinds 1991 als aparte groep in de Slowaakse volkstellingen opgenomen. Er werden in dat jaar 75.802 Roma geteld. In 2018, ruim 27 jaar later, werden er 111.889 Roma in Slowakije geregistreerd. In minder dan 30 jaar tijd is het aantal Roma met 47% gestegen. De meeste Roma wonen in het oosten van Slowakije. De populairste Roma-nederzetting in Slowakije is de wijk Luník IX in Košice. Uit de gegevens van 2021 blijkt dat het aantal sprekers van het Romani is gestegen (zie: onderstaande grafiek), terwijl 61.179 personen hun eerste etniciteit als Roma aangaven en 88.895 personen hun tweede etniciteit.
| Ontwikkeling van het aantal Roma in Slowakije | Ontwikkeling van het aantal Roma in Slowakije | Ontwikkeling van het aantal Roma in Slowakije | Ontwikkeling van het aantal Roma in Slowakije | Ontwikkeling van het aantal Roma in Slowakije | Ontwikkeling van het aantal Roma in Slowakije | Ontwikkeling van het aantal Roma in Slowakije                    | Ontwikkeling van het aantal Roma in Slowakije | Ontwikkeling van het aantal Roma in Slowakije | Ontwikkeling van het aantal Roma in Slowakije | Ontwikkeling van het aantal Roma in Slowakije | Ontwikkeling van het aantal Roma in Slowakije | Ontwikkeling van het aantal Roma in Slowakije | Ontwikkeling van het aantal Roma in Slowakije | Ontwikkeling van het aantal Roma in Slowakije |
| --------------------------------------------- | --------------------------------------------- | --------------------------------------------- | --------------------------------------------- | --------------------------------------------- | --------------------------------------------- | ---------------------------------------------------------------- | --------------------------------------------- | --------------------------------------------- | --------------------------------------------- | --------------------------------------------- | --------------------------------------------- | --------------------------------------------- | --------------------------------------------- | --------------------------------------------- |
| Jaar                                          | 1938 (schatting)                              | 1991 (census)                                 | 2001 (census)                                 | 2011 (census)                                 | 2018 (schatting)                              | 2021 (census)                                                    |                                               |                                               |                                               |                                               |                                               |                                               |                                               |                                               |
| Aantal Roma                                   | 26.265                                        | 75.802                                        | 89.920                                        | 105.738                                       | 111.889                                       | 67.179 tot 156.185 (incl. 88.895 personen met tweede etniciteit) |                                               |                                               |                                               |                                               |                                               |                                               |                                               |                                               |
| % in Slowaakse bevolking                      | -                                             | 1,4%                                          | 1,7%                                          | 2,0%                                          | 2,1%                                          | 1,23% tot 3,11%                                                  |                                               |                                               |                                               |                                               |                                               |                                               |                                               |                                               |
| Sprekers van het Romani in Slowakije          |                                               |                                               |                                               |                                               |                                               |                                                                  |                                               |                                               |                                               |                                               |                                               |                                               |                                               |                                               |
| Sprekers van het Romani                       | onbekend                                      | onbekend                                      | onbekend                                      | 77.128                                        | onbekend                                      | 100.526                                                          |                                               |                                               |                                               |                                               |                                               |                                               |                                               |                                               |
| % in Slowaakse bevolking                      | -                                             | onbekend                                      | onbekend                                      | 1,46%                                         | onbekend                                      | 1,84%                                                            |                                               |                                               |                                               |                                               |                                               |                                               |                                               |                                               |

In 1980 vormden kinderen tot 14 jaar bijna 43% van de Roma-bevolking, wat bijna het dubbele is vergeleken met de rest van de bevolking. Slechts 6% van de Roma was destijds 60 jaar of ouder. Het gevolg van een dergelijke leeftijdsopbouw was een zeer lage gemiddelde leeftijd van ongeveer 22 jaar, wat bijna 8 jaar lager was dan het Slowaakse gemiddelde van ongeveer 30 jaar. Na de opsplitsing van Tsjecho-Slowakije daalde het bruto geboortecijfer van de Roma echter in een rap tempo: van 47‰ in 1991 naar slechts 21‰ in 1999 (landelijk: 14‰ in 1991 naar 10‰ in 1999). Desalniettemin hadden de Roma nog steeds vrij hoge vruchtbaarheidscijfers van gemiddeld 2,3 kinderen per vrouw in de periode 2000-2005, het dubbele ten opzichte van 1,1 kinderen voor Slowaakse vrouwen.

### Taal
De meeste Roma in Slowakije spraken het Romani als moedertaal: 77.128 sprekers onder de 105.738 Roma, oftewel 73% van alle Roma. Ongever 14% sprak het Slowaaks als moedertaal, terwijl de Roma in het zuidelijk deel van het land, nabij de grens met Hongarije, het Hongaars als moedertaal spraken (10%).
| Moedertaal  | Aantal sprekers | %      |
| ----------- | --------------- | ------ |
| Slowaaks    | 15 064          | 14,25  |
| Hongaars    | 10 504          | 9,93   |
| Romani      | 77 128          | 72,94  |
| Roetheens   | 272             | 0,26   |
| Oekraïens   | 3               | 0,00   |
| Tsjechisch  | 55              | 0,05   |
| Duits       | 4               | 0,00   |
| Pools       | 2               | 0,00   |
| Kroatisch   | 2               | 0,00   |
| Servisch    | 28              | 0,03   |
| Gebarentaal | 4               | 0,00   |
| anders      | 39              | 0,04   |
| onbekend    | 2 633           | 2,49   |
| Totaal      | 105 738         | 100,00 |

### Religie
Van de Roma in Slowakije was de meerderheid christelijk (81,06% in 2011). Net als in de rest van Slowakije had de Rooms-Katholieke Kerk (65,13%) de grootste aanhang. Verder was een relatief grote minderheid (van c. 8.000 personen) lid van de Grieks-Katholieke Kerk. Ongeveer 10% van de Roma had was atheïst en 8,25% had geen religie geïdentificeerd.
| Geloof                                                    | Aantal Roma | %      | % (Slowakije) |
| --------------------------------------------------------- | ----------- | ------ | ------------- |
| Rooms-Katholieke Kerk                                     | 68 863      | 65,13  | 62,02         |
| Atheïsme                                                  | 10 554      | 9,98   | 13,44         |
| niet geïdentificeerd                                      | 8 728       | 8,25   | 10,59         |
| Grieks-Katholieke Kerk                                    | 7 833       | 7,41   | 3,83          |
| Oosters-Orthodoxe Kerk                                    | 3 019       | 2,86   | 0,91          |
| Gereformeerd protestantisme                               | 1 343       | 1,27   | 1,83          |
| Jehovah's Getuigen                                        | 1 337       | 1,26   | 0,32          |
| Apostolische Kerk                                         | 1 134       | 1,07   | 0,11          |
| Evangelische Kerk van de Augsburgse Confessie             | 952         | 0,90   | 5,86          |
| Andere religies                                           | 753         | 0,71   | 0,43          |
| overige christenen                                        | 682         | 0,64   | 0,14          |
| Oud-Katholieke Kerk                                       | 140         | 0,13   | 0,03          |
| Evangelische Methodistenkerk                              | 73          | 0,07   | 0,19          |
| Broederschap van Baptisten                                | 58          | 0,05   | 0,06          |
| Broederkerk                                               | 54          | 0,05   | 0,06          |
| Tsjechoslowaakse Hussietenkerk                            | 54          | 0,05   | 0,03          |
| Bahaïsme                                                  | 48          | 0,05   | 0,02          |
| Kerk van Jezus Christus van de Heiligen der Laatste Dagen | 43          | 0,04   | 0,02          |
| Jodendom                                                  | 33          | 0,03   | 0,04          |
| Zevendedagsadventisten                                    | 31          | 0,03   | 0,05          |
| Nieuw-Apostolische Kerk                                   | 6           | 0,01   | 0,00          |
| Totaal                                                    | 105 738     | 100,00 | 100,00        |

## Economische situatie

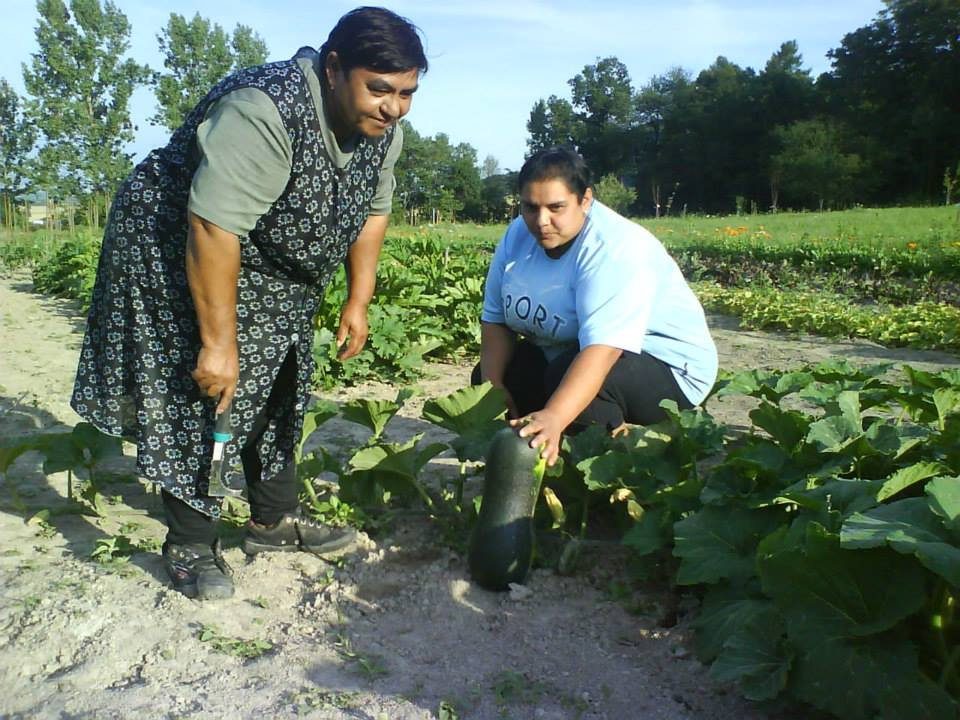
Roma-vrouwen werken op een biologische boerderij in het dorp Rudlov, Okres Vranov nad Topľou (Prešov).

Ongeveer 20% van de Roma van 16 jaar en ouder in Slowakije beschreef hun hoofdactiviteit als werknemer of zelfstandige, terwijl bijna de helft (48%) van de Roma meer dan een maand lang werkloos was. Vooral Roma-vrouwen hebben minder vaak betaald werk (32%) vergeleken met Roma-mannen (54%).
De Roma-bevolking lijdt aan een hoog risico op armoede en sociale uitsluiting: het armoederisico van Roma in Slowakije is ongeveer 87%, ruim het zesvoud vergeleken met 13% voor de algemene bevolking. In Roma-enclaves is het gemiddelde maandelijkse netto-inkomen van Roma-gezinnen slechts 511 euro, hetgeen minder dan de helft van het gemiddelde netto-inkomen van 1.086 euro voor elders in Slowakije is.